# Gunnar Ingelman
Björn Gunnar Ingelman (* 18. Januar 1952 in Uppsala) ist ein schwedischer theoretischer Physiker.

## Leben
Ingelman war Doktorand an der Universität Lund unter der Leitung von Bo Andersson und Gösta Gustafson und promovierte 1982 in theoretischer Physik. Er arbeitete von 1983 bis 1985 in der Theorieabteilung des CERN und von 1985 bis 1989 in der Theoriegruppe des DESY in Hamburg. Er wurde 1987 als Dozent für theoretische Physik in Lund angenommen und wurde 1989 Dozent an der Universität Uppsala. Seit 1991 arbeitet er in Teilzeit bei DESY und seit 2000 ist er Professor für subatomare Physik an der Universität Uppsala.
Sein Forschungsgebiet ist die theoretische Physik, insbesondere die starke Wechselwirkung, aber auch die Astroteilchenphysik.
Ingelman wurde 2008 zum Mitglied der Königlich Schwedischen Akademie der Wissenschaften gewählt und ist außerdem Mitglied der Königlichen Gesellschaft der Wissenschaften in Uppsala.